# تكين بينغول
تكين بينغول (بالتركية: Tekin Bingöl)‏ (1 أغسطس 1955 في بدليس - ) سياسي، وجراح تركي. ينتمي إلى حزب الشعب الجمهوري. تولى منصب عضو في البرلمان التركي.